# 海星聖母

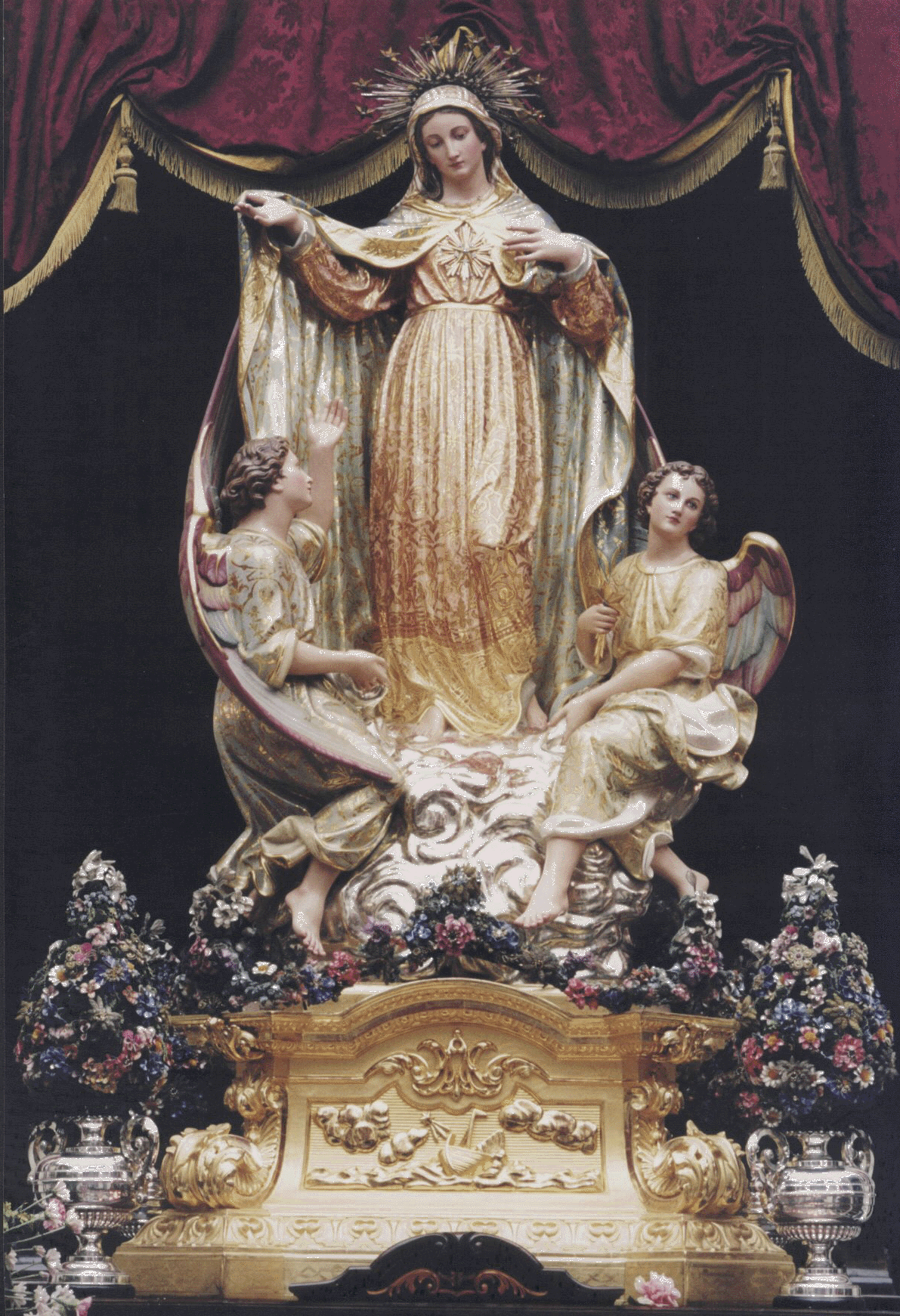
海洋之星聖母的雕像，位於馬耳他斯利馬的海洋之星聖母教堂

海洋之星聖母（或譯作光耀海星聖母、海星聖母）是聖母瑪利亞在天主教中的古老尊稱。此尊稱用來強調聖母是基督徒的希望與嚮導，尤其是非猶太裔基督徒，這源自聖經舊約中以色列人隱喻外邦人為海洋，意為“對岸的人”，或者社會政治性得從梅瑟律法角度來考慮，海洋指以色列領土邊境。人們相信聖母會保護並指引旅人和依靠大海生活的人，所以便稱呼祂為海洋之星。這種對聖母的敬禮自古以來就在天主教世界廣為流傳。
海洋之星聖母是專門從事向海員傳教的組織Apostleship of the Sea的主保聖人，以及許多沿海以海洋之星（Stella Maris，或Mary, Star of the Sea）為名教堂的守護聖人，例如高雄市旗津區的海星聖母堂、蘭嶼的海星聖母堂。

## 歷史

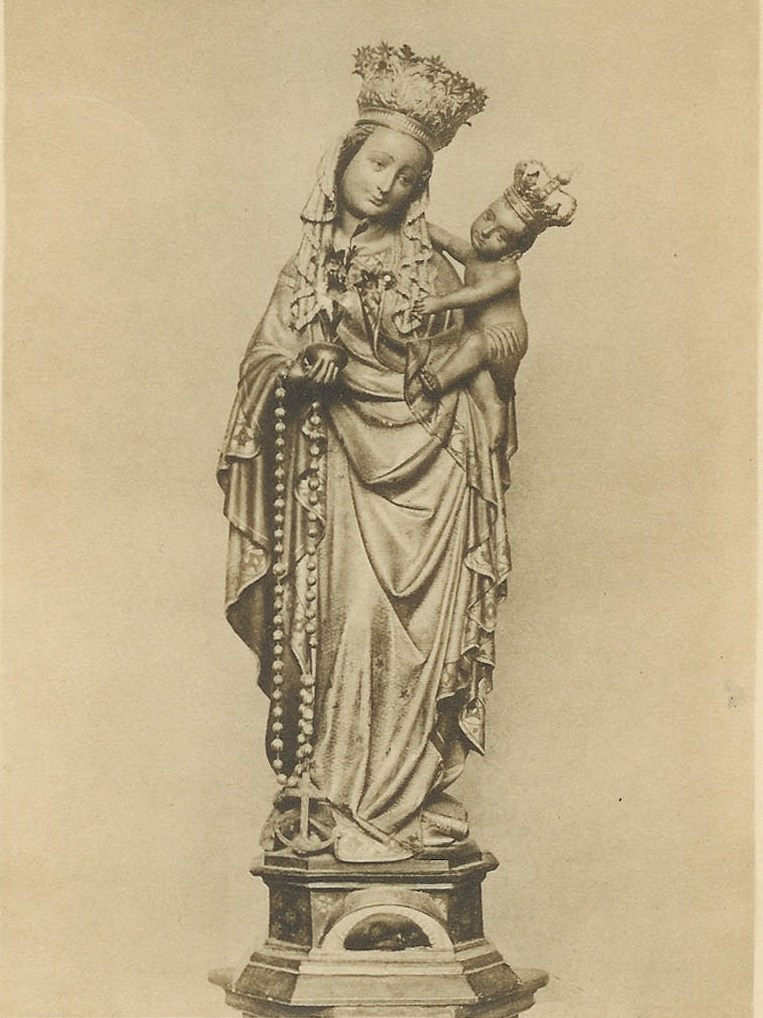
曾顯神蹟的海洋之星聖母雕像，位於马斯特里赫特的海洋之星聖母聖殿，荷蘭最重要的聖母朝聖地

“海洋之星”、“海星”是北極星勾陳一的古老稱謂，源自於其在古代航海中天測航法的重要應用。這一稱謂在教父聖熱羅尼莫所翻譯的該撒利亞的歐瑟伯的著作《Onomasticon》的拉丁文譯本中被用在聖母瑪利亞身上，儘管這其實是一個抄寫錯誤。瑪利亞在希伯來文中為“Miryam”，意為“大海的一滴”（drop of the sea），熱羅尼莫將其翻譯為拉丁文“Stilla Maris”，保持了其原意，但後世的抄本卻抄寫為“Stella Maris”，然而這個小小的錯誤被保留下來，廣為流傳。
九世紀的法國聖人巴斯卦修·拉德伯特在著作中寫道：“瑪利亞，海洋之星，是我們在尋找基督的道路上的嚮導，‘以免我們在風暴肆虐的大海中被狂瀾傾覆’（lest we capsize amid the storm-tossed waves of the sea）”。與此同時，單旋律聖歌《海星聖母頌》（Ave Maris Stella）也在教會內廣泛傳播。
十二世紀，教會聖師聖伯爾納鐸寫道：“若誘惑之風刮起，牽引你在苦難的礁石間不得安息，仰望那顆星，呼求瑪利亞吧；若你被狂瀾震顫，驕傲、野心、嫉妒、恩怨席捲你的心，仰望那顆星，呼求瑪利亞吧；亦或憤怒、貪婪、肉慾猛擊你靈魂那脆弱的小船，凝望那顆星，呼求瑪利亞吧！”（If you are driven upon the rocks of tribulation look to the star, call on Mary; If you are tossed upon the waves of pride, of ambition, of envy, of rivalry, look to the star, call on Mary. Should anger, or avarice, or fleshly desire violently assail the frail vessel of your soul, look at the star, call upon Mary）
教宗庇護十二世在他的通諭《流蜜博士》（Doctor Mellifluus）中，同樣引用了伯爾納鐸的著作，“瑪利亞……被詮釋為‘海洋之星’，這極好得適合聖母瑪利亞......（因為）如同光線並不會減弱星辰的明亮，生育了聖嬰基督也同樣不會玷污瑪利亞的童貞之美。”（Mary ... is interpreted to mean 'Star of the Sea.' This admirably befits the Virgin Mother.. (for) as the ray does not diminish the brightness of the star, so neither did the Child born of her tarnish the beauty of Mary's virginity.）

## 敬禮
將聖母瑪利亞認定為航海者的指引者的信念，最終使教會建立了海洋之星聖母的瞻禮，特別是在許多沿海城市地區的天主教團體熱烈慶祝這一瞻禮。為數眾多的教堂、學校、學院奉獻給聖母，並以“海洋之星聖母”為名。
加爾默羅會的創會修院，海洋之星聖母修道院，於13世紀早期建立於以色列的加爾默羅山。修院在此後的世代裡數次被毀，但又屢次重建，今日依然屹立於加爾默羅山。
同樣，聖母瑪利亞的這一尊稱也在許多天主教聖詠中出現，如《敬禮元后，海洋之星》（Hail Queen of Heaven, the Ocean Star），以及《海星聖母頌》（Ave Maris Stella）。

## 藝術作品

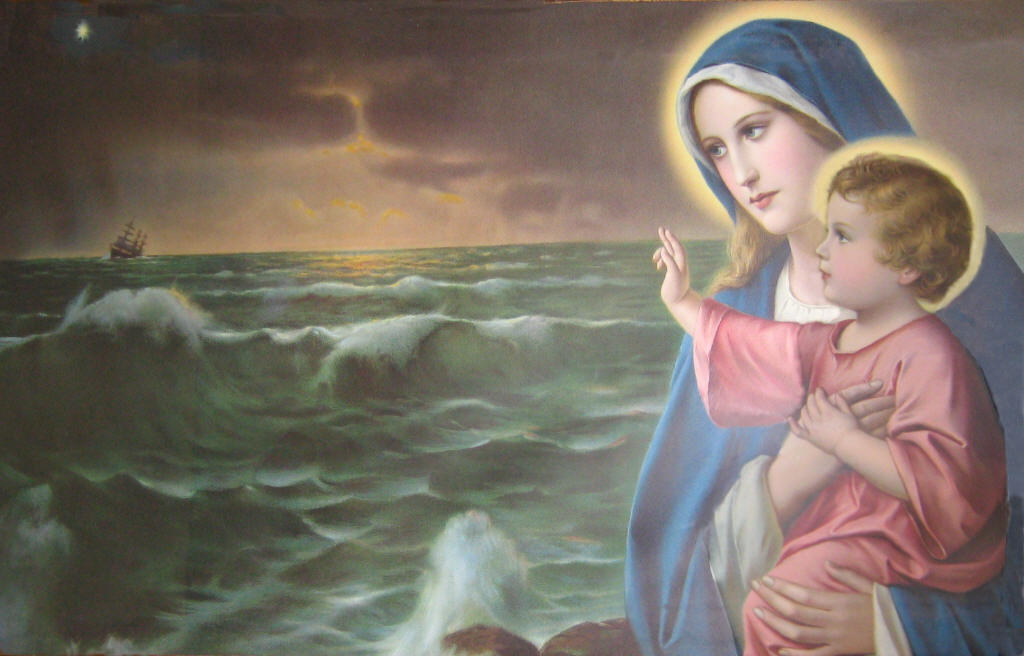
19世紀畫作，海洋之星聖母
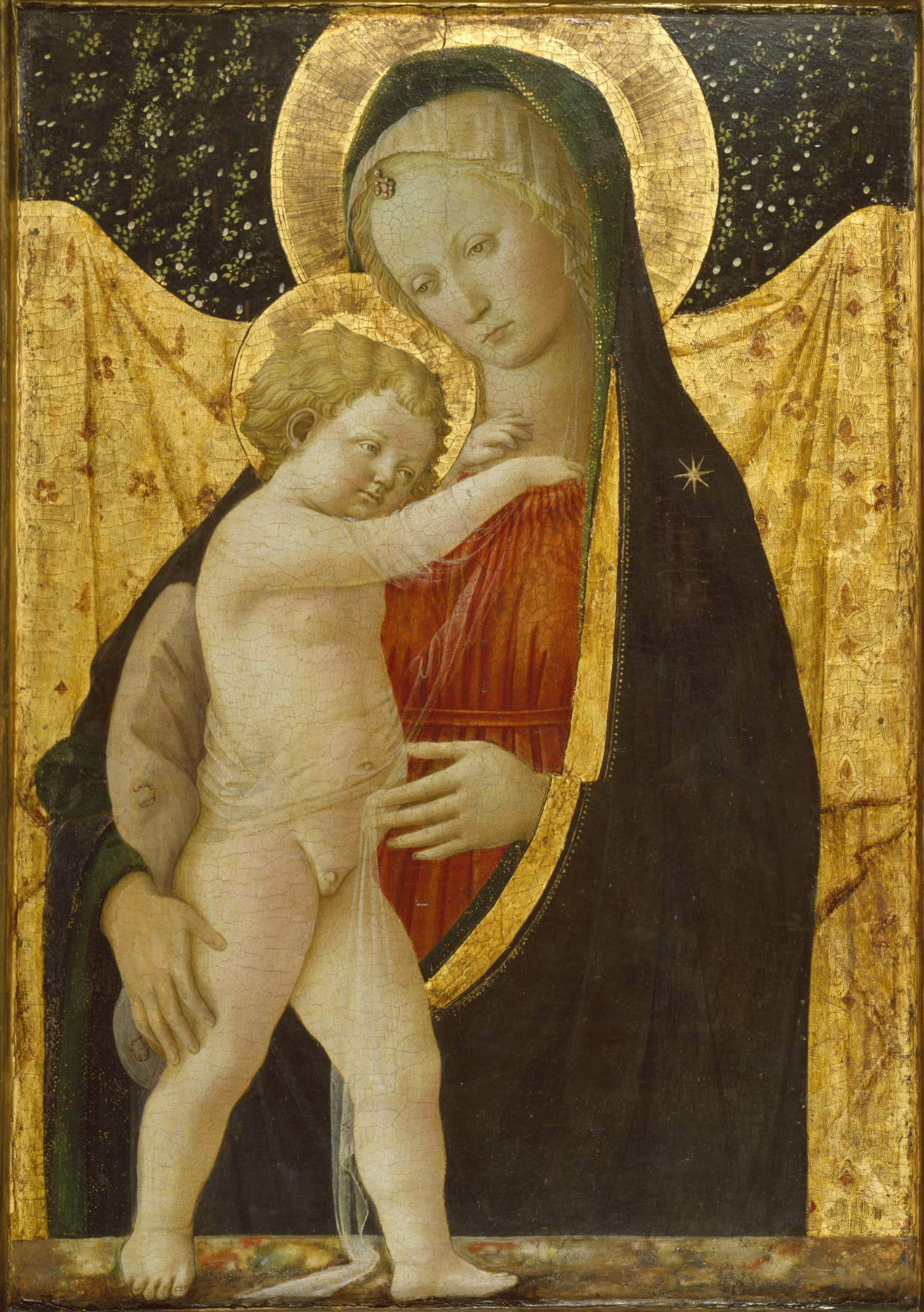
聖母披風上的明星暗指她的尊稱海洋之星，沃爾特藝術博物館（英语：The Walters Art Museum）
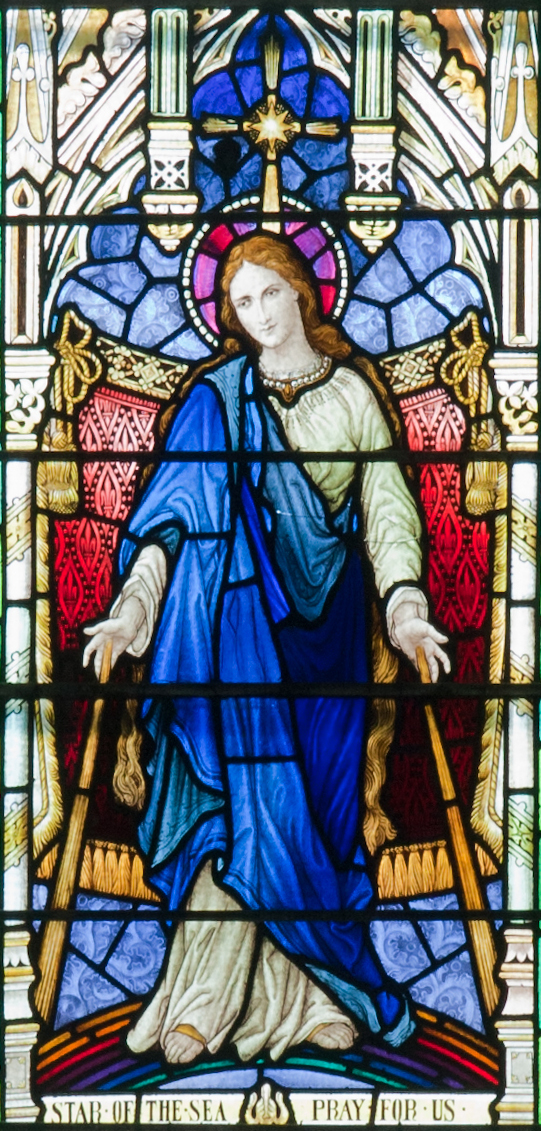
海洋之星聖母的彩色玻璃窗，Goleen Church of Our Lady
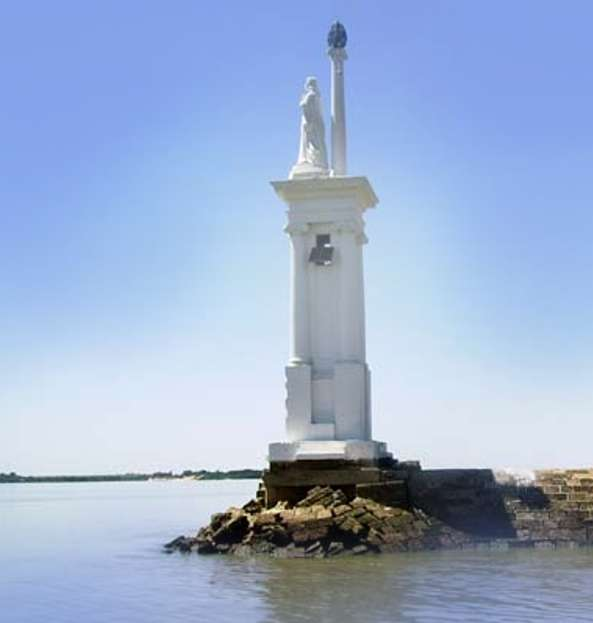
烏拉圭河上的海洋之星聖母燈塔，靠近阿根廷城市乌拉圭河畔康塞普西翁